# Крайно-Друге
Крайно-Друге (пол. Krajno Drugie) — село в Польщі, у гміні Ґурно Келецького повіту Свентокшиського воєводства.
Населення — 698 осіб (2011).
У 1975-1998 роках село належало до Келецького воєводства.

## Демографія
Демографічна структура на день 31 березня 2011 року:
|          | Загалом | Допрацездатний вік | Працездатний вік | Постпрацездатний вік |
| -------- | ------- | ------------------ | ---------------- | -------------------- |
| Чоловіки | 354     | 88                 | 241              | 25                   |
| Жінки    | 344     | 82                 | 194              | 68                   |
| Разом    | 698     | 170                | 435              | 93                   |